# Sniper Wolf
Pour les articles homonymes, voir Sniper.
Sniper Wolf est un personnage de jeu vidéo dans la série Metal Gear. Elle fait son apparition dans Metal Gear Solid et sa réédition Metal Gear Solid: The Twin Snakes.
Elle est un tireur d'élite hors pair, ce qui lui a valu son nom de code.

## Concept et création
Le personnage de Sniper Wolf était initialement prévu pour être masculin. Le character designer Yoji Shinkawa a expliqué que Hideo Kojima lui avait demandé un homme. Shinkawa a cependant suggéré une « jeune femme avec un fusil de sniper », idée que Kojima trouva meilleure.

## Présentation

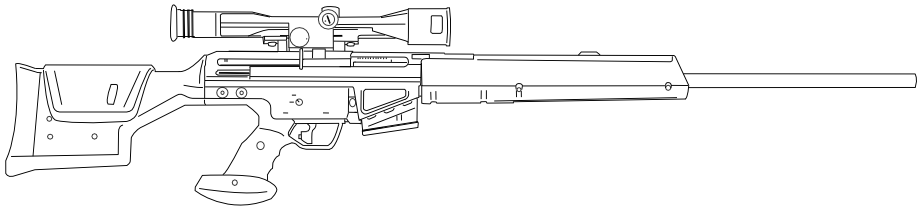
Le PSG-1, arme de prédilection de Sniper Wolf.

Sniper Wolf est un tireur d'élite de génie. Sa patience est telle qu'elle peut rester en position de tir pendant presque une semaine sans boire ni manger. Pour éviter de trembler, elle utilise du diazépam, un tranquillisant dont elle est devenue dépendante. Elle a appris les techniques de tir auprès du meilleur sniper connu au monde, un Gurkha au Népal. Son arme de prédilection est un fusil de précision, le PSG-1.
Elle va jusqu'à tomber amoureuse de ses victimes avant de les tuer.
Elle porte une affection toute particulière aux loups qu'elle considère comme ses frères.

## Biographie
Sniper Wolf est née en 1983 en Irak, au Kurdistan. Elle perd ses parents en 1988 au cours de la guerre Iran-Irak.
En 1991, lors d'une visite du secrétaire américain en Irak, Big Boss, sous le pseudonyme de Saladin, la remarque et la recrute chez Fox Hound. Big Boss lui donna un fusil à lunette afin d'exploiter son désir de vengeance et lui permettre de ne pas se trouver sur le champ de bataille.
En 2005, elle rallie la rébellion de Liquid Snake avec les autres membres de Fox Hound à Shadow Moses juste dans le but de se venger des autres et de tuer ainsi des gens. Néanmoins, comme tous les autres membres de Fox-Hound à part Ocelot, elle finit par totalement s'effacer en face de son patron, au point de devenir "un chien" d'après ses dires.
Durant la révolte Hal Emmerich tombe amoureux d'elle quand elle l'aide à convaincre les autres de ne pas tuer les chiens-loups qui sont hébergés dans la base et quand elle l'autorise à leur donner à manger.

### Metal Gear Solid
Sniper Wolf combat Solid Snake pour la première fois peu après son duel contre Psycho Mantis. Elle lui tend une embuscade  à son arrivée tira sur Meryl Silverburgh qui l'accompagnait. Elle la blessa aux deux jambes et au bras. Snake fuit en évitant les tirs pour revenir armé d'un fusil de précision. Entre-temps, Meryl a été transportée. Un duel s'engage, au cours duquel Snake devra débusquer Sniper Wolf et lui tirer dessus avant qu'elle-même ne le fasse (Snake n'ayant que deux murs pour se cacher tandis que Wolf dispose de beaucoup de caches potentielles). Snake finit par la vaincre. Le joueur (qui contrôle Snake) peut aller voir l'endroit où elle se trouvait pour l'affronter mais elle n'est plus là (on voit une porte par laquelle elle aurait pu s'enfuir). Quand Snake tente de partir, Wolf ainsi que trois hommes lui tombent dessus et il est fait prisonnier. Wolf tombera amoureuse de lui (sachant que cela lui arrive avec toutes ses cibles) et lui apposera sa "marque", une profonde griffure sur la joue.
Wolf est présente dans la salle de torture quand Snake se réveille. Elle fera bien comprendre aux autres que c'est elle qui le tuera. Quand Otacon (Hal Emmerich) vient voir Snake, il lui donne un mouchoir appartenant à Sniper Wolf.
Dans le champ de neige, Sniper Wolf interrompt la conversation par codec entre Snake et Otacon. Otacon, qui est amoureux de la jeune femme, les supplie de ne pas s'entretuer mais Wolf lui dit de "ne pas se mettre entre un loup et sa proie".
Un nouveau duel s'engage. Blessée au poumon, Sniper Wolf se confie à Snake, lui racontant les souffrances qu'elle a enduré et la manière dont Big Boss l'a sauvée. Elle lui demande ensuite de l'achever.
Hal Emmerich apparait alors et lui dit directement qu'il l'aimait. Cependant elle ne répond pas et demande son PSG-1 pour mourir à côté d'elle, disant qu'il est une partie d'elle-même. Elle meurt paisiblement, achevée par Snake d'une balle de SOCOM en présence de Otacon (Hal) avant que le premier ne pose sur son visage le mouchoir qu'Otacon lui avait donné. Ses derniers mots seront "Ok, héros. Libère-moi."